# Ivar Nordenskjöld
Carl Ivar Nordenskjöld, född 18 oktober 1877 i Stockholm, död 23 mars 1947 i Borås, var en svensk lärare och kemist.
Ivar Nordenskjöld var son till Carl Axel Nordenskjöld. Han avlade mogenhetsexamen i Stockholm 1895, utexaminerades från Tekniska högskolan 1898 och studerade därefter vid Uppsala universitet där han blev filosofie kandidat 1899, filosofie licentiat 1902 och filosofie doktor 1904. Nordenskjöld var assistent vid Tekniska högskolan 1901–1905 och tillförordnad professor i kemisk teknologi där 1903–1904, varjämte han tjänstgjorde som lärare vid marinintendentskolan 1903–1905 och som vikarierande lektor vid Östermalms läroverk 1904–1905. 1905 utnämndes han till lektor i kemi och kemisk teknologi vid Tekniska elementarskolan (från 1938 gymnasiet) i Borås samt undervisade där även i mineralogi och kemi. Nordenskjöld blev 1917 även rektor och avgick 1942. Han var 1920–1943 ordförande i styrelsen för Borås stads skolor och för yrkesundervisning. Vid sidan av sitt arbete som lärare och rektor var han föreståndare för Kemiska kontrollanstalten i Borås 1905–1942 och kommunalpolitiskt aktiv, bland annat stadsfullmäktig 1917–1934, ledamot av drätselkammaren 1913–1932, ordförande där från 1917 och ordförande i elverksstyrelsen 1919–1934. Bland hans skrifter märks Studier öfver molydenpentoxid (1903, doktorsavhandling), Der Pegmatit von Ytterby (1910) samt uppsatser i kemiska och mineralogiska ämnen, skolfrågor och kommunala spörsmål.